# Aurèle Amenda
Aurèle Amenda (Biena, 31 de julio de 2003) es un futbolista suizo que juega en la demarcación de defensa para el Eintracht Frankfurt de la Bundesliga.

## Selección nacional
Tras jugar en las categorías inferiores de la selección, finalmente hizo su debut con la selección de fútbol de Suiza en un partido de la Liga de Naciones de la UEFA 2024-25 contra Serbia que finalizó con un resultado de empate a uno tras el gol de Zeki Amdouni para Suiza y de Aleksa Terzić para Serbia.

## Clubes
| Club                | País     | Año       | Partidos | Goles |
| ------------------- | -------- | --------- | -------- | ----- |
| BSC Young Boys      | Suiza    | 2022-2024 | 57       | 0     |
| Eintracht Frankfurt | Alemania | 2024-     | 13       | 0     |

## Palmarés

### Títulos nacionales
| Título             | Club                | País  | Año  |
| ------------------ | ------------------- | ----- | ---- |
| Superliga de Suiza | B. S. C. Young Boys | Suiza | 2023 |
| Copa de Suiza      | B. S. C. Young Boys | Suiza | 2023 |
| Superliga de Suiza | B. S. C. Young Boys | Suiza | 2024 |